# شیر خالدار کنگویی
شیر خالدار کنگویی (به انگلیسی: Congolese spotted lion)، که با نام تکواژ شیرجَگولَنگ (به انگلیسی: Lijagulep) نیز شناخته می‌شود، ترکیبی از شیر نر و دورگه پلنگ-جگوار ماده (جَگولَنگ یا پَلَنجَگو) است. چندین شیرجگولنگ پرورش داده شده‌است، اما به نظر می‌رسد که تنها یکی به عنوان شیر خالدار کنگو به نمایش گذاشته شده‌است. به احتمال زیاد این نام توسط یک نمایشگر به این نام داده شده‌است، زیرا مردم بیشتر به جانوران اسیرشده عجیب و غریب تا دورگه‌های پرورش‌یافته در اسارت علاقه‌مند بودند.

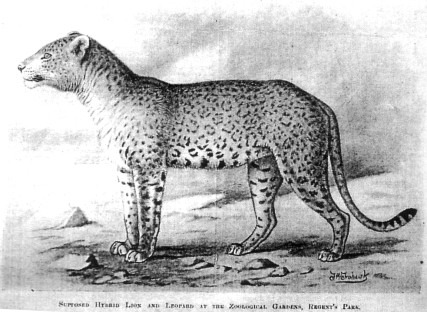
نقاشی فروهاک